# Jakob Omrzel
Jakob Omrzel (Novo mesto, 21 maart 2006) is een Sloveens wielrenner.

## Carrière
Als eerstejaars junior, in 2023, werd Omrzel zeventiende in Parijs-Roubaix voor junioren. Later dat jaar pakte hij de dubbel tijdens de nationale kampioenschappen: in zowel de tijdrit als de wegwedstrijd was hij de beste. Op het wereldkampioenschap eindigde hij op plek 22 in de wegwedstrijd voor junioren. Een jaar later keerde hij terug naar Parijs-Roubaix, om ditmaal de winst te grijpen. In juni 2024 verdedigde hij zijn nationale titel op de weg met succes; in de tijdrit was Erazem Valjavec sneller. In september van dat jaar, in de eerste etappe van de Ronde van de Lunigiana, raakte hij betrokken bij een ongeval. Na een valpartij waarbij ook de Italiaanse wielrenner Jacopo Sasso en een seingever betrokken waren, kreeg Omrzel een hartaanval en moest hij worden gereanimeerd.
In 2025 maakte Omrzel de overstap naar de opleidingsploeg van Bahrain Victorious. Zijn debuut voor de ploeg maakt hij op het Griekse eiland Rhodos, waar hij deelnam aan de Grote Prijs van Rhodos. Later die week won hij het bergklassement in de Ronde van Rhodos. Namens de hoofdmacht van de ploeg nam hij in juni deel aan de Ronde van Slovenië, waar hij na vijf etappes op de vierde plek in het algemeen klassement eindigde en zo het jongerenklassement won. Later die maand won hij, zonder een etappe te winnen, de Ronde van Italië voor beloften, nadat hij in de laatste etappe de leiderstrui overnam van Luke Tuckwell. Een week later won hij, op 19-jarige leeftijd, de nationale titel op de weg bij de eliterenners. Medio juli stond hij aan de start van de Ronde van het Aostadal, waar hij in de laatste twee etappes tweede werd. In het algemeen werd hij dertiende, op ruim achttien minuten van eindwinnaar Jarno Widar. Een maand later won Omrzel de GP Capodarco.

## Overwinningen
2023
 Sloveens kampioen tijdrijden, Junioren
 Sloveens kampioen op de weg, Junioren
2024
Parijs-Roubaix, Junioren
Trofeo Guido Dorigo
 Sloveens kampioen op de weg, Junioren
2025
Bergklassement Ronde van Rhodos
Jongerenklassement Ronde van Slovenië
Eind- en jongerenklassement Ronde van Italië, Beloften
 Sloveens kampioen op de weg, Elite
GP Capodarco

## Ploegen
- 2025 –  Bahrain Victorious Development Team